# Stephanie Heinrich
Stephanie Heinrich (* 13. November 1979 in Cincinnati, Ohio) ist ein US-amerikanisches weibliches Fotomodell.

## Leben
Heinrich hat zwei ältere Brüder. Sie ging auf die Turpin High School und war Cheerleader. Nach der High School studierte sie an der University of Cincinnati im Hauptfach Kriminalwissenschaften; ihr Ziel war es, Detektiv oder Staatsanwältin zu werden. Sie war im zweiten Studienjahr, als sie erstmals für das US-amerikanische Magazin Playboy posierte.
Ihr Playboy-Debüt ist in der „College Girl“-Ausgabe von Oktober 2000 zu sehen. Danach erlangte sie einen großen Bekanntheitsgrad im Internet als das erste „Cyber Girl“ des „Playboy Cyber Club“. Ende Oktober 2000 ging sie nach Los Angeles, um auf der Glamourcon für „Playboy.com’s Cyber Girls“ Werbung zu machen. Der Playboy-Gründer und Chefredakteur Hugh Hefner bot ihr an, auf seinem Anwesen Playboy Mansion in den Holmby Hills in Los Angeles zu wohnen, wo sie seit Dezember 2000 lebt.
Heinrich hatte im Jahr 2001 zahlreiche Gastauftritte in der Howard Stern Show. Unter anderem ist sie in dem Musikvideo Livin’ It Up des Rappers Ja Rule zu sehen und trat in der Fernsehshow Rendez-View auf. Zudem spielte sie eine Nebenrolle in dem Film Dead Horse von Paul Geiger aus dem Jahr 2004.

## Auszeichnungen
- 2001: Miss Oktober Playmate des Monats (Playmate der US-amerikanischen Ausgabe des Magazins Playboy)